# Tvättstuga

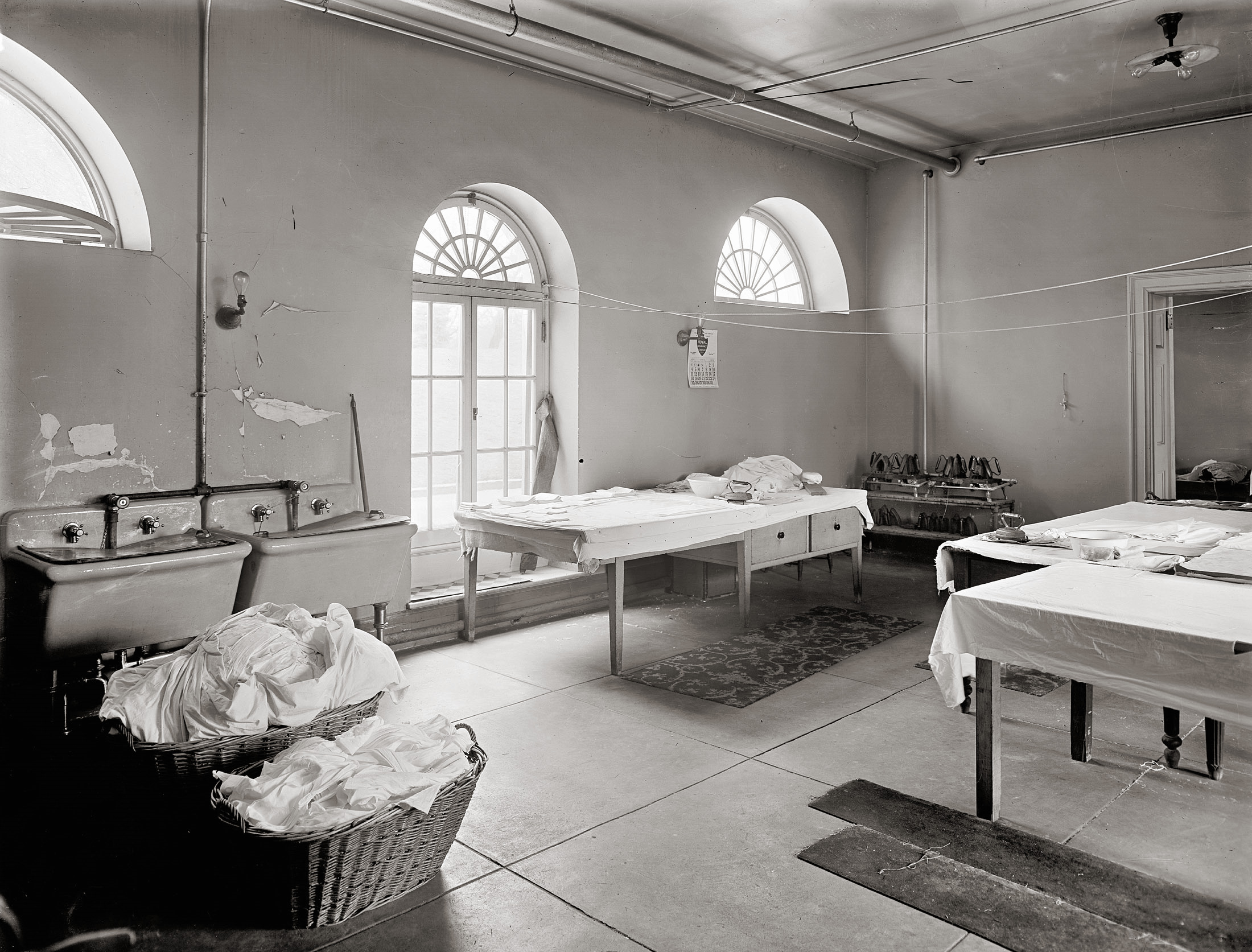
Tvättstuga i Vita huset i Washington, D.C., 1909.

En tvättstuga är en privat eller offentlig lokal för tvätt av privata kläder och andra textilier. 

## Utrustning i tvättstugor
Utrustning som kan finnas i en tvättstuga:
- Tvättmaskin
- Centrifug
- Torktumlare
- Torkskåp
- Torkrum
- Mangel
- Tvättbräda

## Tvättstugor i Sverige

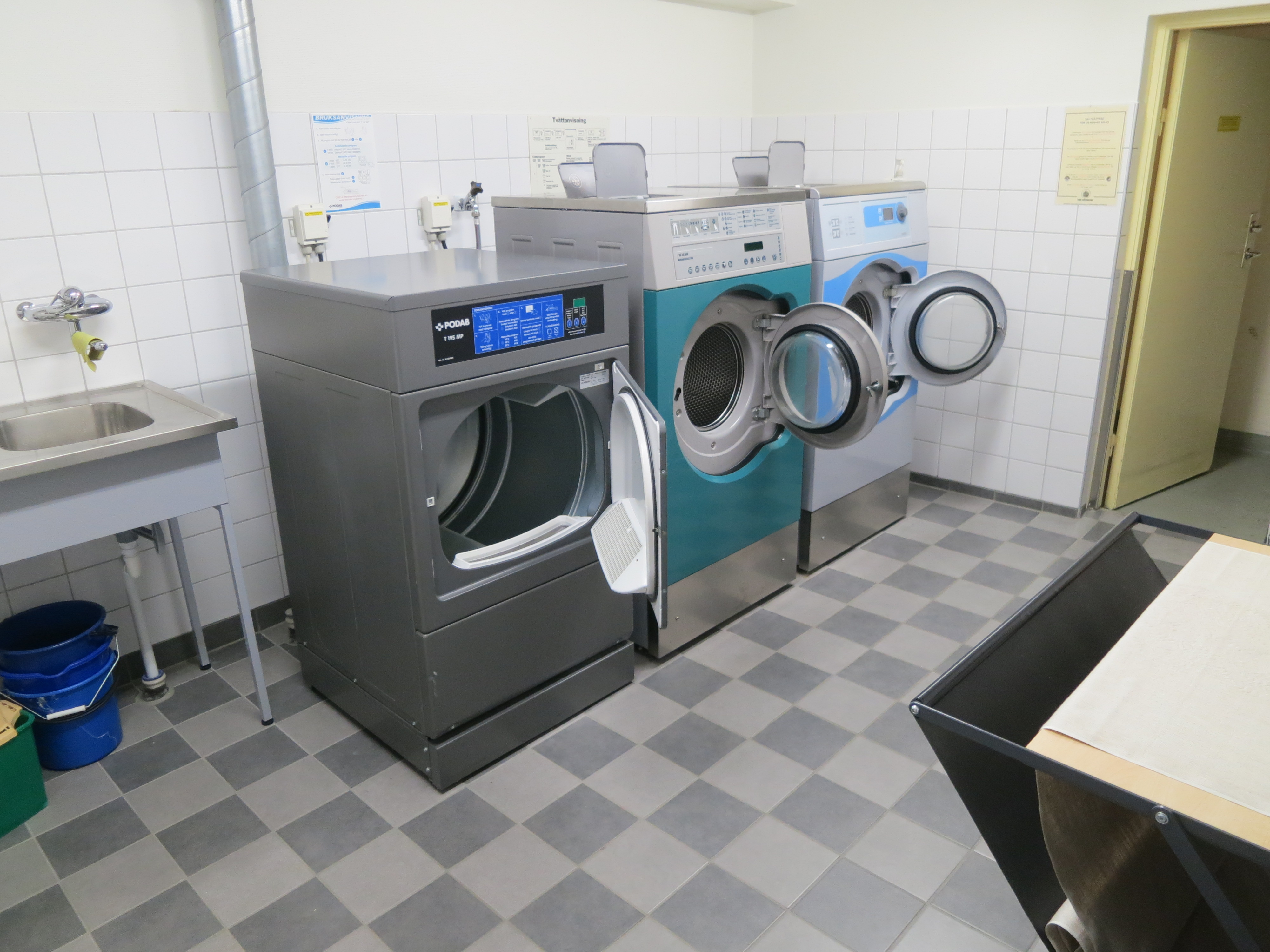
Tvättstuga i bostadsrättsförening i Göteborg år 2025.

I Sverige har de flesta äldre flerfamiljshus gemensamma tvättstugor, där tvättid bokas, något som är ovanligt i andra länder Den första moderna tvättstugan i Sverige installerades i området Röda bergen i Stockholm 1925. Tvättstugan var ett folkhemsprojekt som från början skulle underlätta och spara tid för kvinnorna (som brukade tvätta) och senare även förbättra hygienen och skapa gemenskap. Men det var först under 1950- och 1960-talen som tvättstugor blev vanligt förekommande i Sverige.